# Les Enfantastiques
Les Enfantastiques sont un projet lancé en 2004 par Monsieur Nô consistant à créer des chansons dans le cadre des représentations d'improvisation « Chansons en création » qui ont lieu avec les élèves et les enseignants de classes d'écoles élémentaires, puis de faire interpréter et enregistrer les plus réussies d'entre elles par des chorales d'enfants « Les Enfantastiques ».
Le terme « Enfantastiques » désigne aussi bien le projet global que le nom du premier album ou le nom d'artiste sous lequel les autres albums ont été publiés. Il désigne également, par extension, les nombreux chœurs d'enfants qui s'approprient et interprètent ce répertoire dans les écoles.
La version anglaise du projet existe sous le nom « The Fantastikids », la version espagnole « Los Fantaschicos » et la version allemande « Die Fantastikinder ».

## Le projet « Les Enfantastiques »
Monsieur Nô est auteur-compositeur-interprète et, en parallèle de ses spectacles, il intervient, dans le cadre de représentations « Chansons en création » , dans des classes d'écoles élémentaires.  
Les thèmes des chansons sont choisis par les enfants et leurs enseignants, en phase avec les programmes scolaires et les préoccupations actuelles : droits de l'homme, citoyenneté, éducation, droits des enfants, écologie et développement durable, découverte du monde, les arts et les artistes...
Dans le cadre du projet « Les Enfantastiques », les meilleures chansons écrites sont interprétées et enregistrées afin de mettre ce nouveau répertoire à la disposition d'autres chorales et ainsi, de véhiculer des idées humanistes et citoyennes : « des voix d'enfants qui chantent et militent pour un monde plus juste et plus solidaire afin de donner à tous, enfants, parents et enseignants, l’envie d’entretenir ou de retrouver le plaisir de chanter, comme une activité fédératrice qui crée avec le fil de nos voix le lien indispensable pour vivre ensemble en harmonie ». 
Les styles musicaux sont variés et s'inspirent des diverses cultures du monde. 
Les albums CDs sont enregistrés par des chorales d'enfants accompagnées par des musiciens professionnels sous la direction artistique de Monsieur Nô.
Chaque album rassemble des chansons sur un thème particulier (éducation, eau, voyage, etc.). Certains des CDs sont dédiés à des associations solidaires partenaires : ATD Quart-Monde/Tapori, Aide et Action, Eau Vive, Plan France, Cap 48 (Belgique), Le Secours populaire, etc. 
Ce répertoire de 250 chansons est maintenant utilisé dans les écoles et les conservatoires en France et à l’international. Le matériel mis à disposition (versions instrumentales, partitions) permet aux acteurs pédagogiques de travailler avec un répertoire adapté musicalement aux enfants des cycles 2 et 3 en école élémentaire, également en classe de sixième au collège. 
Ces disques sont, au-delà du témoignage d’une création en milieu scolaire, une véritable production audio destinée à la diffusion grand public dans les réseaux pédagogiques et commerciaux habituels. 

## Discographie
- 2004 : Volume 1 - Enfantastiques, en partenariat avec l'association Vaincre la mucoviscidose (13 chansons citoyennes et militantes : la déclaration d’intention du projet)
- 2007 : Volume 2 - De mon école solidaire, en partenariat avec l'association Aide et action (11 chansons sur les thèmes de l’éducation et la scolarisation)
- 2008 : Volume 3 - Vive l'eau vive !, en partenariat avec l'association Eau vive (16 chansons pour célébrer l’eau)
- 2009 : Volume 4 - Y'en a assez pour tout le monde !, en partenariat avec l'association ATD Quart Monde - Tapori (11 chansons sur les thèmes du partage équitable et de la solidarité)
- 2011 : Volume 5 - L'union fait la force, par les Enfantastiques de Belgique, en partenariat avec l'association CAP48 (12 chansons autour de la Belgique : Jacques Brel, Magritte, Eddy Merckx...)
- 2012 : Volume 6 - Kaléidoscope, en partenariat avec l'association Eau vive Basse-Normandie (13 chansons autour des différences comme autant de richesses à découvrir)
- 2013 : Volume 7 - Voyages (24 chansons en coffret double CD qui vous invitent au voyage)
- 2015 : Volume 8 -  Et chaque jour qui se lève..., en partenariat avec l'antenne du Secours populaire du Finistère (19 chansons sur le thème des arts et des artistes)
- 2015 : Volume 9 -  Elle me plaît bien comme ça la France ! (16 chansons sur la citoyenneté, la laïcité, la liberté d’expression, les droits de l’homme et de la femme...)
- 2017 : Volume 10 - Tu fais de moi... (16 chansons éco-citoyennes autour de la biodiversité, du développement durable...)
- 2018 : Volume 11 - Alimen'Terre!... en partenariat avec l'antenne du Secours populaire de Castanet-Tolosan (20 chansons sur l'alimentation, gastronomie, diététique, solidarité, écologie...)
- 2020 : Volume 12 - Faut Sortir !
- 2021 : volume 13 - On a perdu la boussole
- 2022 : volume14 - Demain...
- 2023 : volume 15 - Mesdames

Les chansons des Enfantastiques ont été adaptées en 5 langues : en 2010, The Fantastikids enregistrent l'album I Have a Dream en anglais. En 2012, Los Fantaschicos enregistrent l'album Los Fantaschic@s en espagnol. En 2018, Die Fantastikinder enregistrent l'album Es fließt nur so en allemand en 2020 Xing Ji Shao Nü enregistre le EP 5 titre en chinois et en 2023 Al Atfal LoumaA enregistre le EP 5 chansons en arabe